# Гаурав Баліян
Гаурав Баліян (англ. Gaurav Baliyan; нар. 1 жовтня 2001, село Шорн, округ Музаффарнагар, Уттар-Прадеш) — індійський борець вільного стилю, дворазовий срібний призер чемпіонатів Азії, чемпіон Південноазійських ігор, срібний чемпіонату світу серед кадетів, бронзовий призер чемпіонату світу серед юніорів, бронзовий призер чемпіонату Азії серед молоді.

## Життєпис
Гаурав народився 1 жовтня 2001 року в селі Шорн, Музаффарнагар. Він втратив свого батька, який помер від раку, коли йому було всього 6 років. Гаурав почав займатися боротьбою у віці 8 років у своєму селі в 2009 році. У 2013 році він почав тренуватися під керівництвом Нірдоша Баліяна в його Акхарі в селі Шахпур.

## Медалі на національному рівні
- Золото — Національний чемпіонат серед молоді до 23 років 2019 р.
- Золото — Юніорський національний чемпіонат.
- Золото — Національний чемпіонат серед кадетів.
- Золото — Національний чемпіонат серед дорослих 2019 р.

## Спортивні результати на міжнародних змаганнях

### Виступи на Чемпіонатах світу
| Змагання                        | Збірна | Вагова категорія          | Місце |
| ------------------------------- | ------ | ------------------------- | ----- |
| Чемпіонат світу з боротьби 2021 | Індія  | вільна боротьба, до 79 кг | 23    |

### Виступи на Чемпіонатах Азії
| Змагання                       | Збірна | Вагова категорія          | Місце  |
| ------------------------------ | ------ | ------------------------- | ------ |
| Чемпіонат Азії з боротьби 2020 | Індія  | вільна боротьба, до 79 кг | Срібло |
| Чемпіонат Азії з боротьби 2022 | Індія  | вільна боротьба, до 79 кг | Срібло |

### Виступи на Південноазійських іграх
| Змагання                   | Збірна | Вагова категорія          | Місце  |
| -------------------------- | ------ | ------------------------- | ------ |
| Південноазійські ігри 2019 | Індія  | вільна боротьба, до 74 кг | Золото |

### Виступи на Кубках світу
| Змагання                    | Збірна | Вагова категорія          | Місце |
| --------------------------- | ------ | ------------------------- | ----- |
| Кубок світу з боротьби 2020 | Індія  | вільна боротьба, до 79 кг | 5     |

### Виступи на інших змаганнях
| Змагання                                 | Збірна | Вагова категорія          | Місце  |
| ---------------------------------------- | ------ | ------------------------- | ------ |
| Клубний чемпіонат світу з боротьби 2019  | Індія  | команда                   | 8      |
| Турнір Дана Колова — Николи Петрова 2022 | Індія  | вільна боротьба, до 79 кг | Срібло |
| Меморіал Болата Турлиханова 2022         | Індія  | вільна боротьба, до 79 кг | 7      |
| Турнір Зухає Сгає 2022                   | Індія  | вільна боротьба, до 79 кг | 4      |

### Виступи на змаганнях молодших вікових груп
| Змагання                                      | Збірна | Вагова категорія          | Місце  |
| --------------------------------------------- | ------ | ------------------------- | ------ |
| Чемпіонат світу з боротьби серед кадетів 2018 | Індія  | вільна боротьба, до 71 кг | Срібло |
| Чемпіонат світу з боротьби серед юніорів 2021 | Індія  | вільна боротьба, до 79 кг | Бронза |
| Чемпіонат Азії з боротьби серед молоді 2019   | Індія  | вільна боротьба, до 74 кг | 5      |
| Чемпіонат світу з боротьби серед молоді 2019  | Індія  | вільна боротьба, до 74 кг | 7      |
| Чемпіонат Азії з боротьби серед молоді 2022   | Індія  | вільна боротьба, до 79 кг | Бронза |